# Escalona del Prado
Escalona del Prado ist ein Ort und eine Gemeinde (municipio) mit 468 Einwohnern (Stand: 2024) in der zentralspanischen Provinz Segovia in der Autonomen Region Kastilien-León.

## Lage und Klima
Der Ort Escalona del Prado liegt in der Agrarlandschaft der kastilischen Meseta in ca. 830 m Höhe ca. 30 km nördlich der Stadt Segovia. Das Klima ist gemäßigt bis warm; Regen (ca. 450 mm/Jahr) fällt mit Ausnahme der trockenen Sommermonate übers Jahr verteilt.

## Bevölkerungsentwicklung
| Jahr      | 1857 | 1900 | 1950  | 2000 | 2017 |
| Einwohner | 904  | 995  | 1.201 | 589  | 512  |

Die Mechanisierung der Landwirtschaft, die Aufgabe bäuerlicher Kleinbetriebe und der daraus resultierende Verlust an Arbeitsplätzen haben seit der Mitte des 20. Jahrhunderts zu einem deutlichen Rückgang der Bevölkerung geführt (Landflucht).

## Wirtschaft
Escalona del Prado ist traditionell landwirtschaftlich orientiert, aber auch Kleinhändler, Handwerker und Dienstleister haben sich im Ort niedergelassen. Der Tourismus in Form der Vermietung von Ferienwohnungen (casas rurales) spielt in der endlos ebenen Landschaft der Meseta kaum eine wirtschaftliche Rolle.

## Geschichte
Keltische, römische, westgotische und selbst maurische Spuren wurden bislang nicht entdeckt. Die örtliche Kirche stammt aus dem 17. Jahrhundert; von einem mittelalterlichen Vorgängerbau ist nichts bekannt.

### Aeródromo de Escalona del Prado
Südlich des Dorfes befand sich während des Bürgerkrieges ein kleiner Feldflugplatz. Dieser wurde zu Beginn der Auseinandersetzungen von den Luftstreitkräften der Nationalspanier gebaut und verfügte über zwei Pisten. Er wurde nach Indienststellung sowohl von den nationalspanischen Luftstreitkräften als auch von der sie unterstützenden deutschen Legion Condor genutzt. Für deutsche Jagdflieger war Escalona der erste Frontflugplatz, der ab Ende August 1936, noch vor der offiziellen Gründung der Legion einige Monate später, benutzt wurde. Die Deutschen nutzten den Platz im Verlauf des Krieges immer wieder als vorgeschobene Operationsbasis für Jagdstaffeln der Jagdgruppe 88 (J/88) während der lange andauernden Belagerung von Madrid. oder Schlacht von Brunete im Sommer 1937. Der Platz war sehr gut getarnt, so dass er den republikanischen Luftstreitkräften und der sie unterstützenden Roten Armee verborgen blieb.

## Sehenswürdigkeiten
- Die im 17. Jahrhundert erbaute Iglesia de San Zoilo ist dem hl. Zoilus von Córdoba geweiht. Die einschiffige Kirche ist stichkappengewölbt und hat eine überkuppelte Vierung mit angrenzendem Querhaus. Sie birgt mehrere barocke Schnitzaltäre, darunter einen imposanten vergoldeten Hauptaltar.[5]

Umgebung
- Etwa zwei Kilometer außerhalb des Ortes steht die Ermita de Nuestra Señora de la Cruz aus dem 15. Jahrhundert mit späteren Veränderungen. Alljährlich am 10. September findet eine Prozession dorthin statt.[6]